# الطريق إلى يو إف سي
الطريق إلى يو إف سي (بالإنجليزية: Road to UFC) هو مسلسل تلفزيوني واقعي أمريكي ومسابقة بطولة القتال النهائي (UFC) لفنون القتال المختلطة (MMA). كان العرض مختلفًا قليلاً عن عرض المقاتل النهائي من حيث أن المشاركين لا يتشاركون منزلًا ولكنهم تدربوا في مسقط رأسهم. أقيمت الفعالية الافتتاحية «الطريق إلى بطولة القتال النهائي: اليابان» في عام 2015 لتتويج أحد المنافسين في فئة وزن الريشة.

## المواسم
| الاسم                 | تاريخ البدء  | تاريخ النهاية | الفئة                                                 | الموقع                                               | م.    |
| --------------------- | ------------ | ------------- | ----------------------------------------------------- | ---------------------------------------------------- | ----- |
| الطريق إلى يو إف سي 3 | 18 مايو 2024 |               | وزن الريشة؛ وزن الديك؛ وزن الذبابة؛ وزن القشة للسيدات | شنغهاي                                               | [ 3 ] |
| الطريق إلى يو إف سي 2 | 27 مايو 2023 |               | الوزن الخفيف؛ وزن الريشة؛ وزن الديك؛ وزن الذبابة.     | شنغهاي، سنغافورة                                     | [ 4 ] |
| الطريق إلى يو إف سي 1 | 8 يونيو 2022 | 4 فبراير 2023 | الوزن الخفيف؛ وزن الريشة؛ وزن الديك؛ وزن الذبابة.     | سنغافورة، الإمارات العربية المتحدة، الولايات المتحدة | [ 5 ] |

## الفائزين بالبطولة
| الاسم                 | العقود | م.    |
| --------------------- | --- | ----- |
| الطريق إلى يو إف سي 1 | أنشول جوبلي (الوزن الخفيف)؛ جيونج يونج لي (وزن الريشة)؛ رينيا ناكامورا (وزن الديك)؛ ري تسورويا (وزن الذبابة). | [ 6 ] |
| الطريق إلى يو إف سي 2 | رون وتشو (الوزن الخفيف)؛ يي سا (وزن الريشة)؛ (وزن الديك)؛ هيون سونغ بارك (وزن الذبابة).                       |       |